# Chamaemyiini
Sous-famille
Les Chamaemyiini sont une tribu d'insectes diptères brachycères de la famille des Chamaemyiidae et de la sous-famille des Chamaemyiinae.

## Genres
Acrometopia – Chamaemyia – Melametopia – Parochthiphila